# Gonzalo López de Haro
Gonzalo López de Haro, né en 1761 et mort en 1823 à Puebla au Mexique, est un explorateur espagnol rendu célèbre pour ses expéditions dans le Pacifique du nord-ouest en Alaska et au Canada.

## Biographie
En 1790 et 1791, Gonzalo López de Haro est membre de l'expédition commandée par Francisco de Eliza. Il est considéré comme le premier européen à avoir découvert les Îles San Juan.
Son nom est resté attaché au détroit de Haro et à l'Île Lopez nommés en son honneur.